# 聯邦廣場 (墨爾本)
联邦广场（英語：Federation Square）是澳大利亚墨尔本的一个大型公共广场，2002年10月正式启用。广场周围布满现代主义建筑和多個設施，如旅客服务中心、維多利亞國立美術館新馆、室内表演厅、SBS媒体大楼、交通旅馆、艺廊、餐厅和商店。Atrium链接弗林德斯街和亚拉河，外观为钢铁和透明玻璃组成的几何图形，是广场周围的一座标志性建筑。建设工程花费了4.67億澳元，可同时容纳一万名游客，每年都举办约500次集会。

## 爭議事件
2017年12月，媒體報道聯邦廣場內的Yarra Building將拆卸，改為蘋果公司超級旗艦店，於2020年建成。計劃公布後居民對此感到非常不滿，認為政府在批出土地前未有諮詢公眾，破壞該處的歷史價值。

## 附近景點
- 弗林德斯街車站
- 聖保羅大教堂